# Трудовий (канонерський човен)
Трудовий (колишня польська «Zawzięta» — «Завзята») — річковий канонерський човен (канонерка) типу Z.

## Історія служби
Закладена у травні 1932 року у майстернях Пінського військового порту для Пінскої річкової флотилії ВМС Польщі. Запуск судна у 1933 році. Прийняття на службу сталося 15 липня 1933 року. Разом з трьома іншими канонерськими човнами типу «Z» увійшла до складу 1-го бойового дивізіону Річкової флотилії ВМС Польщі, несла службу на річці Прип'ять.
Озброєння складалося з 100-мм гаубиці Шкода M14/19 у башті, розташованій у передній частині корпусу, а також 37-мм танкової гармати Puteaux SA 18 та 7,92-мм кулемета Гочкис у маленькій башті від бронеавтомобіля WZ.34 в передній частині надбудови.

Схема підйому затопленого польського канонерського човна «Завженьта» (у складі радянського ВМФ КЛ «Трудовий»).

У вересні 1939 року на початку Другої світової війни під час німецького та радянського вторгнення до Польщі канонерка попрямувала до Пінська, але не дійшла туди, бо підірваний залізничний міст через Прип'ять блокував шлях. Власний екіпаж затопив свій човен 18 вересня 1939 на річці Струмень, коли до цього району наблизилася Червона Армія.
Досить швидко радянські водолази знайшли затоплений корабель. 24 жовтня 1939 року він був зарахований до складу Дніпровської військової флотилії. 3 листопада 1939 року канонерку підняли з води та відправили на буксирі до Пінська для ремонту. Човен отримав назву «Трудовий». Тоді ж корабель отримав нове озброєння: дві 76-мм гармати УСВ. На кормі розташували одну зенітну 76-мм гармату Лендера. Крім того малося також три кулемета «Максим». 17 липня 1940 року канонерка «Трудовий» офіційно увійшла до складу Пінської військової флотилії.
На момент початку Великої Вітчизняної війни «Трудовий» брав участь у бойових діях на річках Прип'ять та Дніпро. Регулярно, аж до своєї загибелі, мав проблеми з двигуном. В ніч на 31 серпня 1941 року канонерка брала участь разом з іншими кораблями ПВФ, що входили до складу Березінського та Прип'ятьського загонів річкових кораблів, у прориві до Києва із району Чорнобиль — Домантове. Біля села Окунінове, де на той момент розташовувався плацдарм 6-ї німецької армії, «Трудовий» потрапив під сильний обстріл. Від отриманих пошкоджень корабель затонув. За іншою версією під час прориву, не надаючи вогневу допомогу іншим кораблям-учасникам, командир канонерського човна, лейтенант Албасов А. Є., віддав наказ утопити замки гармат, а екіпажу з особовою зброєю залишити ще боєздатний корабель. Це стало причиною звинувачень командира та військового комісара Семетчатенко П. Ф. в ухиленні від бою. В цілому цей корабель діяв не так примітно, як однотипний канонерський човен «Білорус».
22 вересня 1941 «Трудовий» виключено із списків кораблів ВМФ за наказом командуючого флотом № 00333.